# 1063
1063 (MLXIII) je bilo navadno leto, ki se je po julijanskem koledarju začelo na sredo.

## Dogodki

### Slovenija
- Umrlega oglejskega patriarha Gotebalda nasledi Ravengerij. 1068 ↔

### Ostalo
- Rekonkvista - Bitka pri Grausu: zmaga združenih krščanskih in muslimanskih sil Kastilije in taife Zaragoze proti Kraljevini Aragoniji. Aragonski kralj Ramiro I. je nameraval zavzeti najsevernejšo točko islamske Španije, zaragoško trdnjavo Graus. Zaragoški emir Ahmad Al-Muktadir se je, da bi preprečil napad, vazalno podredil krščanski Kastiliji. Na kastiljski strani je vodil napad prestolonaslednik Sančo II.. Kastilija in Zaragoza sta izbojevali zmago, aragonski kralj Ramiro I. je bil v bitki ubit.
- Mezzogiorno - Bitka pri Cerami: Roger Guiscard izbojuje zmago z majhno skupinico Normanov nad sicilskimi Arabci, ki so imeli večkratno številčno premoč. Skupinico manj kot 150 Normanov štiri mesece oblega močno premočna arabska vojska. Ob prikazni Svetega Jurija Normani izvedejo izpad in (glede na zgodovinske zapise poročevalca Goffredo Malaterra) premagajo vojsko nad 50.000 Arabcev.
- Istega leta Normani ponovno oropajo Tarent. Še pred prihodom bizantinskih okrepitev mesto zapustijo.
- Wales: Brata Harald Godwinson in Tostig Godwinson  z dovoljenjem kralja Edvarda napadeta dvor valižanskega kralja Gruffydda ap Llywelyna, ki se jima sprva uspeva izmikati, nakar ga umorijo njegovi vojaki. Wales se ponovno razdeli na žepna kraljestva.
- Ogrska: da bi preprečil izbruh nasledstvene vojne rimsko-nemški cesar Henrik IV., oz. njegovi tutorji, ki so ga leto dni poprej ugrabili, po smrti kralja Béle kraljestvo dodeliljo Salomonu, najstarejšemu sinu Andreja I.. Bélovi sinovi Geza, Ladislav in Lampret se umaknejo na varno na Poljsko.
- Umrlega ustanovitelja seldžuškega imperija Torgul bega nasledi nečak Alp Arslan, ki v naslednjem desetletju močno razširi imperij na račun Bizantinskega cesarstva.
- Dinastija Song: zaključek gradnje budistične pagode Pizhi, provinca Shandong.

- V Benetkah začno z gradnjo Bazilike sv. Marka.
- Lanfranc iz Pavije, italijanski opat normandijskega samostana Bec in kasnejši canterburyjski nadškof, prepusti izpraznjeno mesto opata Anzelmu iz Aoste.

## Rojstva
- Yuanwu Keqin, kitajski čan budistični menih († 1135)
- Iya Nacuaa Teyusi Ñaña, mixteški vladar († 1115)

## Smrti
- 30. april - cesar Renzong, dinastija Song (* 1010)
- 8. maj - Ramiro I., aragonski kralj (* 1007)
- 5. avgust - Gruffydd ap Llywelyn, valižanski kralj Gwynedda in Powysa, kralj vsega Walesa (* 1007)
- 4. september - Togrul beg, ustanovitelj seldžuškega imperija (* 990)
- Bela I., madžarski kralj (* 1016)
- Gotebald, oglejski patriarh